# Guanzhou (köpinghuvudort i Kina, Guizhou Sheng, lat 28,56, long 108,34)
Guanzhou (kinesiska: 官舟, 官舟镇, 官舟场) är en köpinghuvudort i Kina. Den ligger i provinsen Guizhou, i den sydvästra delen av landet, omkring 270 kilometer nordost om provinshuvudstaden Guiyang. Antalet invånare är 45 656. Befolkningen består av 22 461 kvinnor och 23 195 män. Barn under 15 år utgör 37 %, vuxna 15-64 år 54 %, och äldre över 65 år 7,0 %.